# Cicârd, Alba
Cicârd (maghiară Csengerpuszta) este un sat în comuna Lopadea Nouă din județul Alba, Transilvania, România.

 Acest articol despre o localitate din județul Alba este deocamdată un ciot. Puteți ajuta Wikipedia prin completarea lui.